# Hino 600
Hino 600 (також відомий як 165, 175, 185, 268, 338 і 358, а також як «серія L» з 2021 модельного року) — вантажівка середньої вантажопідйомності, що виготовляється в США японською компанією-виробником Hino з 2004 року. У Сполучених Штатах і Канаді його основними конкурентами історично були Peterbilt 328 і Isuzu H-Серія.

## Перше покоління (2004–2020)

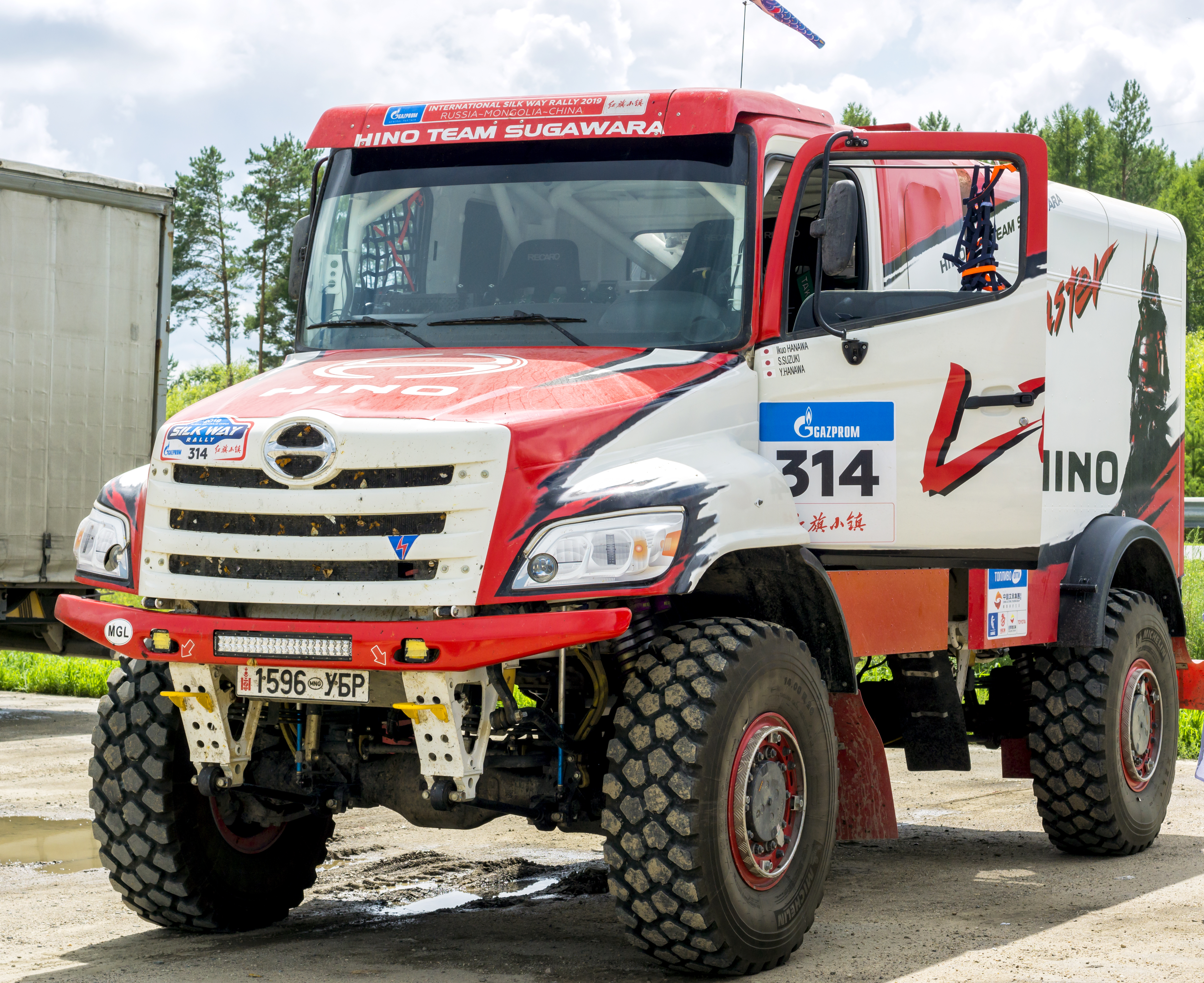
Hino 600

Перше покоління 600 було представлено в 2004 році для Сполучених Штатів і в 2005 році для канадського ринку, щоб замінити четверте покоління F-Series кабовер конкурувати з Mitsubishi Fuso Fighter, Isuzu Forward, і Nissan Diesel/UD Trucks Condor. Новий оновлений Hino 600 був представлений у 2007 році як для американського, так і для канадського ринків. Деякі комплекти CKD були імпортовані з Японії. У 2012 році моделі класу 4 і 5 були замінені на Hino 155 і 195.

## Hino Серія L (2021–)
Оновлену модель 2021 року було анонсовано 28 жовтня 2019 року. Таким чином, вона була офіційно перейменована в серію L, що збіглося з випуском більших класів 7 і 8 серії XL, а також менших класів 4 і 5 серія M.
Зовнішній дизайн серії L включає нові фари та стильний бампер. Інтер'єр також має 4-спицеве кермо, 7-дюймовий мультиінформаційний дисплей (MID) і вибір опцій.